# Daihatsu Sonica
Der Sonica (jap. ソニカ) ist ein Kei-Car-Minivan des japanischen PKW- und Nutzfahrzeugherstellers Daihatsu. Er wurde auf der Tokioter Automobilschau 2006 das erste Mal der Weltöffentlichkeit präsentiert. Der Sonica ist offizieller Nachfolger des Daihatsu Max.
Ausgeliefert wird der Sonica mit einem 3-Zylinder-Ottomotor, der einen Hubraum von 660 cm³ hat und eine Leistung von 64 PS bietet.
Zur Standardausstattung des Sonica zählen CVT-Getriebe, Nebelscheinwerfer, Katalysator, Radio mit CD-Spieler und Multifunktionslenkrad.
Am 17. Januar 2007 erhielt der Sonica durch den Sekretär der Natürlichen Ressourcen und Energie-Agentur den Energy Conservation Award verliehen. Im August desselben Jahres wurde der Sonica einigen Verbesserungen unterzogen. So wurden die Einstellungen der elektr. Komponenten nach den aktuellen Erkenntnissen korrigiert. RS und RS Limited bekamen neue Stoßfänger. Dieser Maßnahme nutzte Daihatsu auch dazu Sitzpolster und Innendekors durch eine neuere Auswahl zu ersetzen.